# Полицай
Полицай е професия, упражнявана от човек, който работи в полицейските служби на дадена държава. Макар исторически тази професия да е упражнявана предимно от мъже, в последните години все повече жени се присъединяват към нея. Стресът и опасностите в професията са големи.

## Задължения
Задълженията на полицаите са да осигуряват обществения ред и безопасността на хората, да залавят престъпници, да контролират и санкционират пътни произшествия, да оказват първа помощ при злополуки и природни бедствия и да охраняват важни личности. Някои полицаи в специалните части може да са тренирани за извънредни ситуации, като борба с тероризма, разследване на големи престъпления и други. Най-общо казано тяхната функция е да следят за спазване на закона.

## Въоръжение
Те носят униформа, която се различава в отделните страни. Тяхното снаряжение включва:
- пистолет
- палка
- електронно шоково оръжие
- сълзотворен газ
- белезници
- портативно радио с което да се свързват помежду си и други

Много често в борбата с престъпници полицаите използват и специално обучени кучета.

## Транспорт
Като транспортно средство те могат да ползват кола, мотоциклет, велосипед или кон в зависимост от обхвата на територията и естеството на терена.